# Walter Boeykens
 (février 2020).
Si vous disposez d'ouvrages ou d'articles de référence ou si vous connaissez des sites web de qualité traitant du thème abordé ici, merci de compléter l'article en donnant les références utiles à sa vérifiabilité et en les liant à la section « Notes et références ».
Walter, Henri, François, chevalier Boeykens, né le 6 janvier 1938 à Bornem et mort le 23 avril 2013, est un clarinettiste et chef d'orchestre belge.

## Biographie
Walter Boeykens était professeur au Conservatoire royal d'Anvers où il fonda le Walter Boeykens Clarinet Choir. Il enseigna au Conservatoire de Rotterdam, à l’Académie Internationale d’Eté de Nice, à la Cité de la musique à Paris et à la Scuola di Alto Perfezionamente Musicale de Turin. Il était fondateur et membre du Walter Boeykens Ensemble, ambassadeur culturel de la Flandre, et fut invité les festivals de Berlin, Paris, Varsovie, Madrid, Salzburg, en Wallonie et par le Festival de Flandres. Comme soliste, il se produisit avec des orchestres en Israël, aux États-Unis, au Venezuela, au Mexique, au Japon, en Corée.
Il dirigea :
- L'orchestre Philharmonique de Flandres,
- Brabants Orkest des Pays-Bas,
- Orchestre national de Belgique,
- Orchestra Filharmonica di Torino.

## Distinctions
- Membre de l'Académie européenne des sciences et des arts[1]
- Lauréat du Concours international de musique contemporaine d’Utrecht (1965).
- Prix Prudens Van Duyse (1988).
- Prix Caecilia.
- Prix culturel spécial de la commune de Bornem (1995).
- Médaille d'honneur du Parlement flamand (1996).
- Maestro Honoris Causa de la Hogeschool Anvers décerné par le Stichting Conservatorium Antwerpen, (2007).

Il a été élevé au rang de chevalier par SM le roi Albert II de Belgique en 1997. Sa devise est Ad Musicam Aeternam.

## Discographie sélective
- « Prokofiev, Kókai, Khatchatourian » par l'ensemble Walter Boeykens : Joris van der Hauwe (hautbois), Walter Boeykens (clarinette), Marjeta Korosec, Peter Despiegelaere (violon), Thérèse-Marie Gilissen (alto), Roel Dieltiens (violoncelle), Étienne Siebens (contrebasse), Robert Groslot (piano), (Harmonia Mundi, HMC901419, 1992)[2]